# Jill Hammersley
Jill Hammersley geb. Shirley (* 6. Dezember 1951 in Carshalton) war in den 1970er Jahren die beste englische Tischtennisspielerin. Sie gewann die Europameisterschaft im Einzel und im Doppel. Dreimal siegte sie im europäischen Ranglistenturnier TOP-12. Jill Hammersley war Abwehrspielerin.

## Nationale Erfolge
Hammersley begann mit 10 Jahren Tischtennis zu spielen. Wenig später gewann sie die englische Meisterschaft der "Mädchen unter elf Jahren". Nach ein paar Jahren wurde sie englische Jugendmeisterin.
Von 1973 bis 1976 gewann sie viermal in Folge die nationale englische Meisterschaft. 1981 holte sie den 7. Titel.

## Internationale Erfolge
Von 1969 bis 1981 war Hammersley auf allen sieben Weltmeisterschaften vertreten. Hier erzielte sie 1973 ihren größten Erfolg, als sie mit der Ungarin Beatrix Kisházi im Doppel das Halbfinale erreichte.
Zwischen 1970 und 1982 wurde sie für alle sieben Europameisterschaften nominiert. Hier holte sie dreimal Silber: 1972 im Doppel mit Beatrix Kisházi sowie 1978 und 1982 im Einzel. Ihren größten Erfolg hatte sie 1976 in Prag, als sie die Europameisterschaft im Einzel und im Doppel (mit Linda Howard) gewann. Bei dem europäischen Ranglistenturnier Europe TOP-12 belegte sie 1978, 1980 und 1981 Platz eins. 1977 und 1982 wurde sie Zweite.
In der ITTF-Weltrangliste wurde Hammersley von Mitte 1976 bis Anfang 1977 auf Platz sechs geführt, in der Europa-Rangliste belegte sie im Januar 1976 Platz eins.

## Sonstiges
1971, 1973 und 1975 gewann Hammersley die Commonwealth-Meisterschaften im Einzel und mit der Mannschaft. 1973 und 1975 siegte sie zudem im Doppel. Ab der Saison 1978/79 spielte Hammersley mit dem Verein TSV Kronshagen in der deutschen Damen-Bundesliga, mit dem sie 1979 die Deutsche Meisterschaft gewann. 1983 beendete sie ihre internationale Karriere. 2016 wurde Hammersley als Jill Parker MBE Präsidentin der English Table Tennis Association.
2022 wurde sie als eine von zehn Spielerinnen und Spielern in die englische Centenary Hall of Fame aufgenommen.

## Privat
Am 3. Juli 1971 heiratete sie Nick Hammersley. Im September 1982 heiratete sie noch einmal, Donald Parker, und hieß dann Jill Parker. Ihre Töchter namens Kate und Joanna wurden auch für die englische Nationalmannschaft nominiert.

## Turnierergebnisse
| Verband | Veranstaltung            | Jahr | Ort            | Land | Einzel        | Doppel     | Mixed         | Team |
| ------- | ------------------------ | ---- | -------------- | ---- | ------------- | ---------- | ------------- | ---- |
| ENG     | Commonwealth Meistersch. | 1975 | Melbourne      | AUS  | Gold          | Gold       |               | 1    |
| ENG     | Commonwealth Meistersch. | 1973 | Cardiff        | WAL  | Gold          | Gold       |               | 1    |
| ENG     | Commonwealth Meistersch. | 1971 | COMW           | Sing | Gold          |            |               | 1    |
| ENG     | Europameisterschaft      | 1982 | Budapest       | HUN  | Silber        | Halbfinale | Viertelfinale |      |
| ENG     | Europameisterschaft      | 1980 | Bern           | SUI  | letzte 16     | Halbfinale |               |      |
| ENG     | Europameisterschaft      | 1978 | Duisburg       | FRG  | Silber        |            |               |      |
| ENG     | Europameisterschaft      | 1976 | Prag           | TCH  | Gold          | Gold       |               | 2    |
| ENG     | Europameisterschaft      | 1974 | Novi Sad       | YUG  | Viertelfinale |            |               |      |
| ENG     | Europameisterschaft      | 1972 | Rotterdam      | NED  | letzte 16     | Silber     |               |      |
| ENG     | Europameisterschaft      | 1970 | Moskau         | URS  | letzte 16     |            |               |      |
| ENG     | EURO-TOP12               | 1983 | Cleveland      | ENG  | 9             |            |               |      |
| ENG     | EURO-TOP12               | 1982 | Nantes         | FRA  | 2             |            |               |      |
| ENG     | EURO-TOP12               | 1981 | Miskolc        | HUN  | 1             |            |               |      |
| ENG     | EURO-TOP12               | 1980 | München        | FRG  | 1             |            |               |      |
| ENG     | EURO-TOP12               | 1979 | Kristianstad   | SWE  | Scratched     |            |               |      |
| ENG     | EURO-TOP12               | 1978 | Prag           | TCH  | 1             |            |               |      |
| ENG     | EURO-TOP12               | 1977 | Sarajevo       | YUG  | 2             |            |               |      |
| ENG     | EURO-TOP12               | 1976 | Lübeck         | FRG  | Scratched     |            |               |      |
| ENG     | EURO-TOP12               | 1974 | Trollhatten    | SWE  | 5             |            |               |      |
| ENG     | EURO-TOP12               | 1973 | Böblingen      | FRG  | 6             |            |               |      |
| ENG     | EURO-TOP12               | 1972 | Zagreb         | YUG  | 10            |            |               |      |
| ENG     | Pro Tour                 | 1996 | Rio de Janeiro | BRA  |               | Halbfinale |               |      |
| ENG     | Weltmeisterschaft        | 1981 | Novi Sad       | YUG  | letzte 64     | letzte 16  | letzte 64     | 12   |
| ENG     | Weltmeisterschaft        | 1979 | Pyongyang      | PRK  | letzte 16     | letzte 32  | letzte 16     | 12   |
| ENG     | Weltmeisterschaft        | 1977 | Birmingham     | ENG  | letzte 32     | letzte 64  | letzte 64     | 7    |
| ENG     | Weltmeisterschaft        | 1975 | Calcutta       | IND  | letzte 64     | letzte 32  | Qual          | 5    |
| ENG     | Weltmeisterschaft        | 1973 | Sarajevo       | YUG  | letzte 64     | Halbfinale | Scratched     | 10   |
| ENG     | Weltmeisterschaft        | 1971 | Nagoya         | JPN  | letzte 64     | letzte 16  | Scratched     | 8    |
| ENG     | Weltmeisterschaft        | 1969 | München        | FRG  | Qual          | letzte 32  | letzte 64     | 9    |